# Gåshagen
Gåshagen är en bebyggelse utmed länsväg I 562 strax söder om Visby. Från 2015 avgränsar SCB här en småort.